# 1923

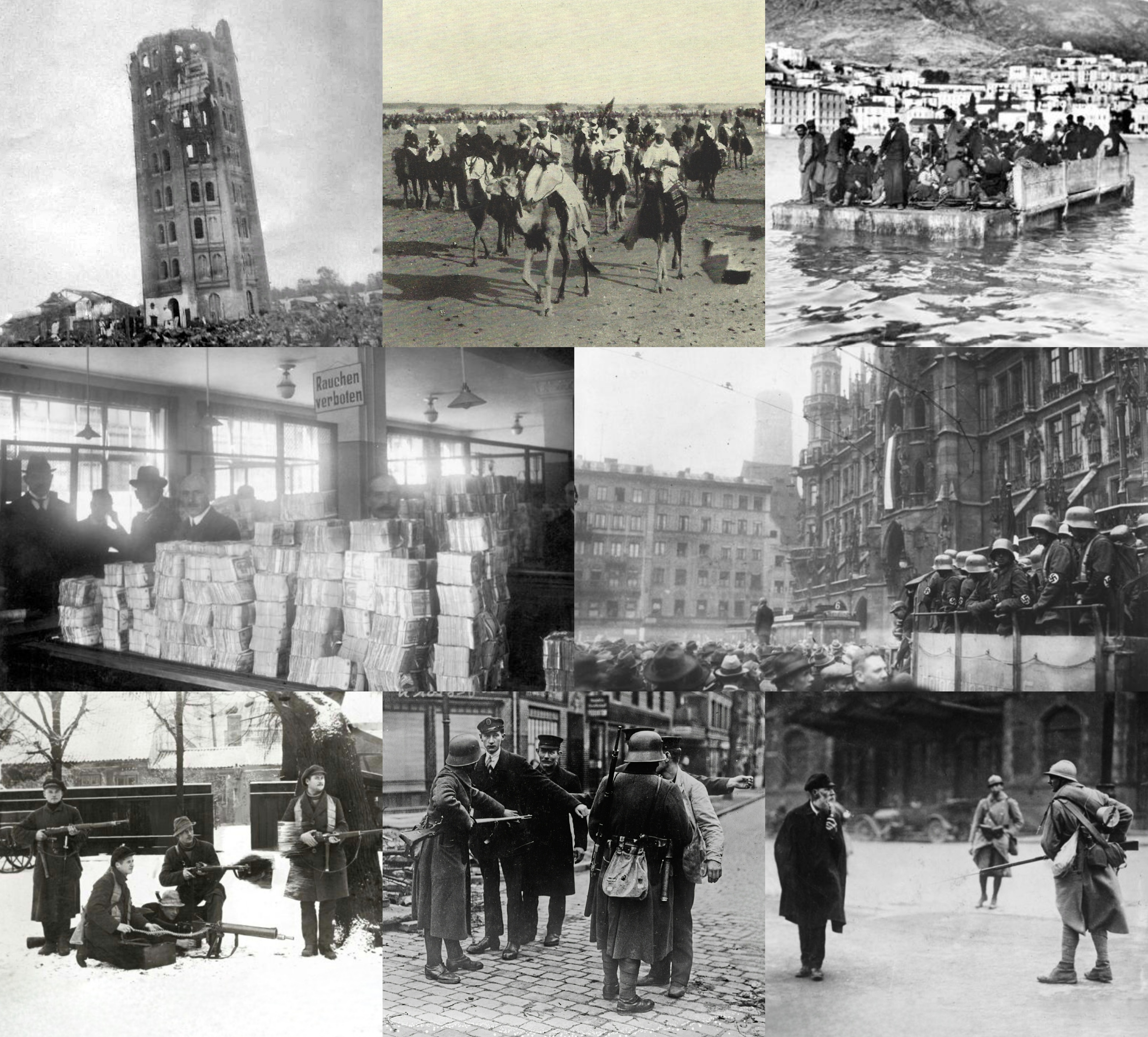

1923 (MCMXXIII) là một năm thường bắt đầu vào Thứ hai của lịch Gregory, năm thứ 1923 của Công nguyên hay của Anno Domini, the năm thứ 923  của thiên niên kỷ 2, năm thứ 23  của thế kỷ 20, và năm thứ  4   của thập niên 1920. Tính đến đầu năm 1923, lịch Gregory bị lùi sau 13 ngày trước lịch Julius, và nó được khai tử vào tháng Hai năm đó và chỉ được sử dụng trong thánh địa Công giáo sau khi Hy Lạp áp dụng loại lịch này. 

## Sự kiện

### Tháng 1
- 1 tháng 1: Tôn Trung Sơn phát biểu về tuyên ngôn Trung Quốc Quốc Dân đảng.
- 16 tháng 1: Tôn Trung Sơn phát biểu tuyên ngôn thống nhất và hòa bình cho Trung Quốc.

### Tháng 3
- 1 tháng 3: Tôn Trung Sơn tại Quảng Châu khánh thành đại nguyên soái phủ
- 9 tháng 3: Vladimir Lenin từ chức do bị đột quỵ lần thứ ba, khiến ông nằm liệt giường và không thể nói được.

### Tháng 4
- 15 tháng 4: Mao Trạch Đông sáng lập tạp chí Tân Thời Đại
- 4 tháng 4: Công ty Giải trí Warner Bros được thành lập

### Tháng 6
- 1 tháng 6: Tại Trường Sa, Hồ Nam, quân Nhật Bản thảm sát dân thường
- 13 tháng 6: Tào Côn ép tổng thống Trung Quốc Lê Nguyên Hồng rời khỏi Bắc Kinh

### Tháng 9
- 1 tháng 9: Đại thảm hoạ động đất Kanto

### Tháng 11
- 12 tháng 11: Quốc Dân đảng Trung Quốc cải tổ tuyên ngôn.

## Sinh

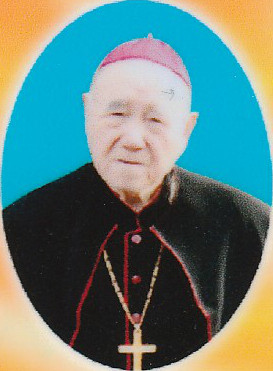
Stêphanô Dương Tường Thái

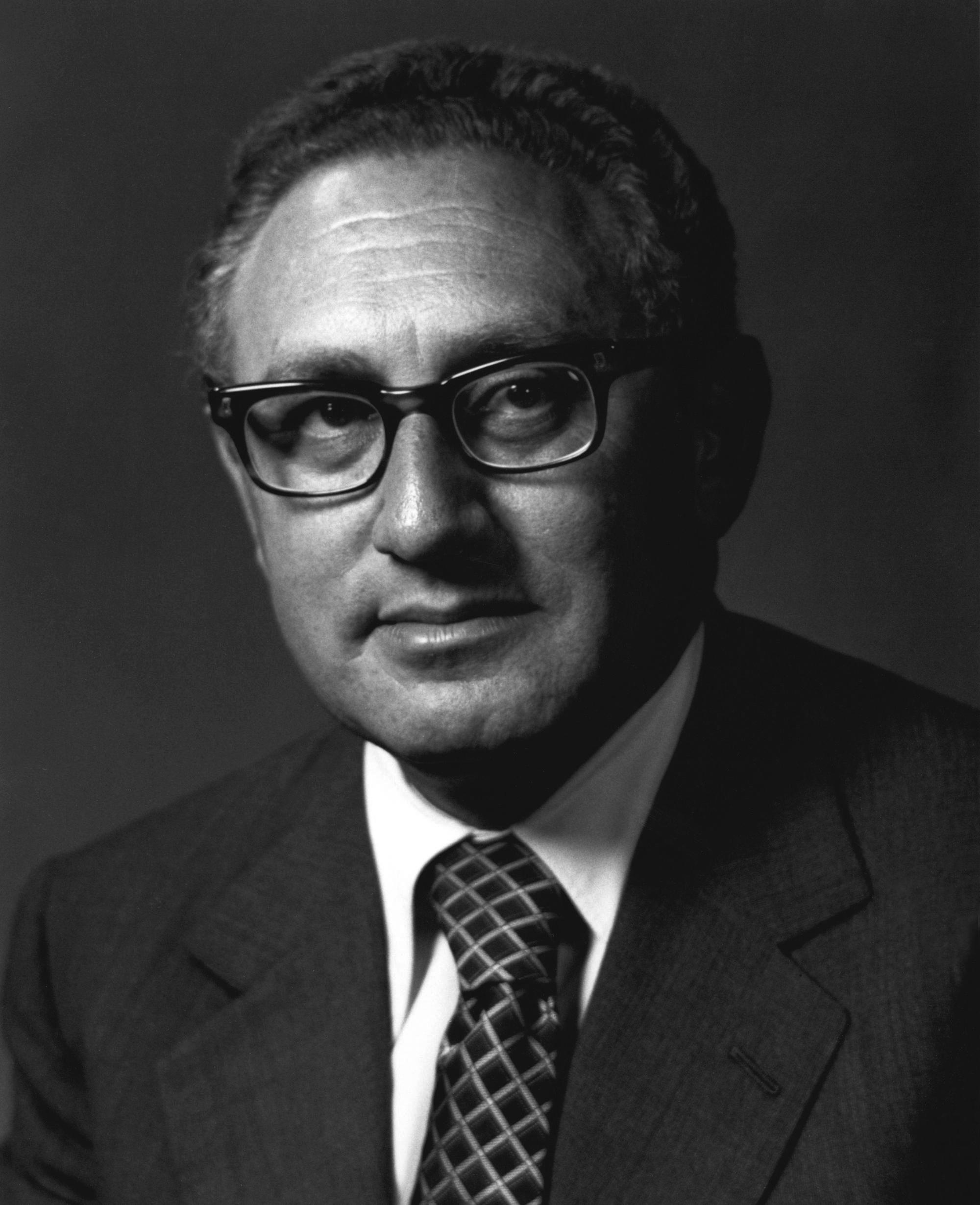
Henry Kissinger

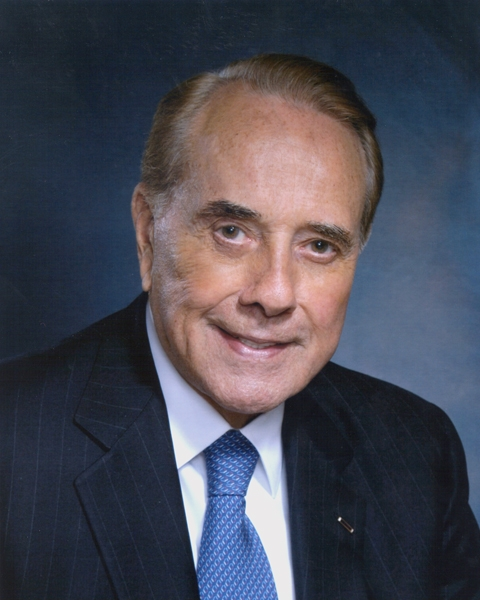
Bob Dole

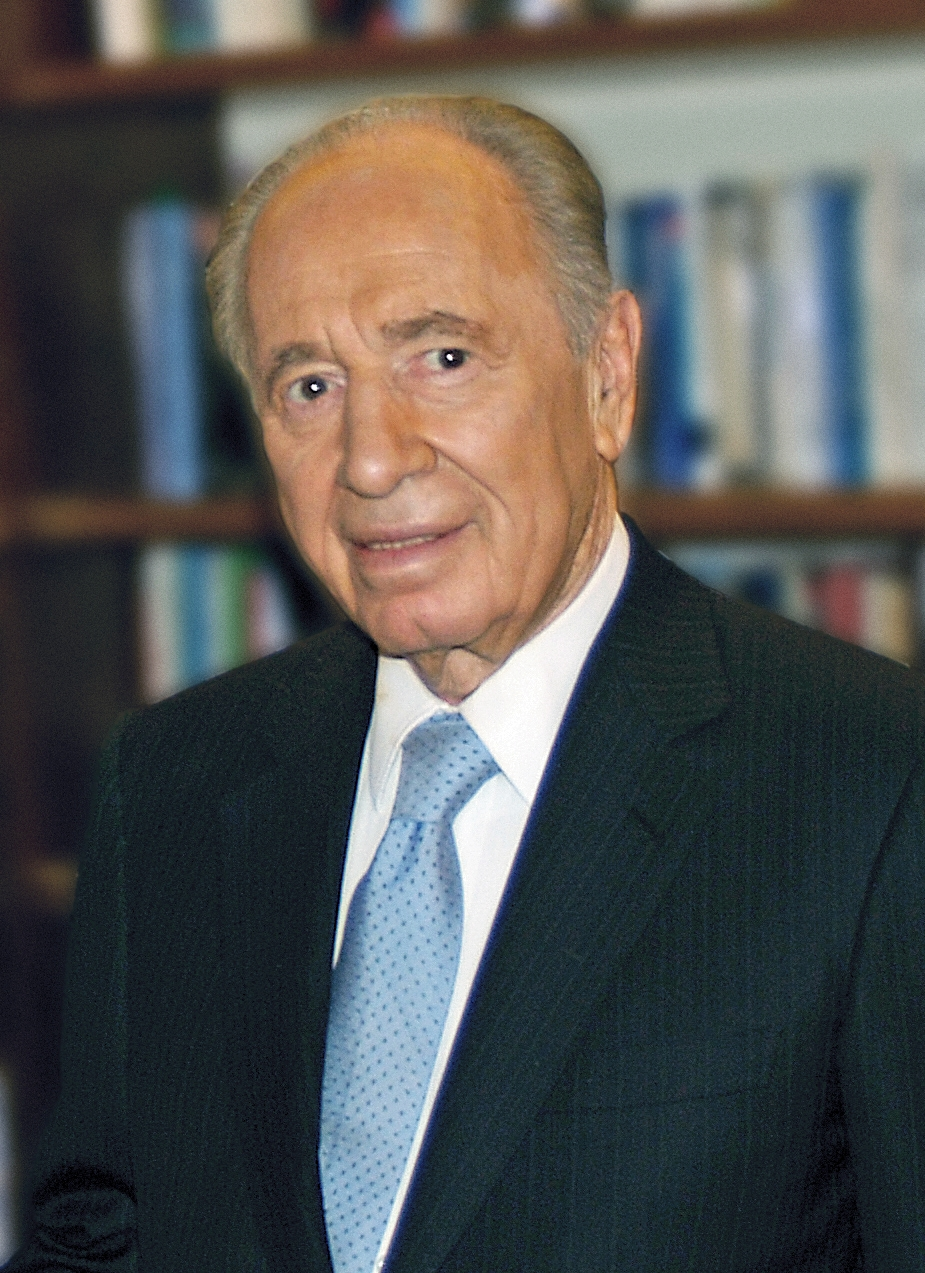
Shimon Peres

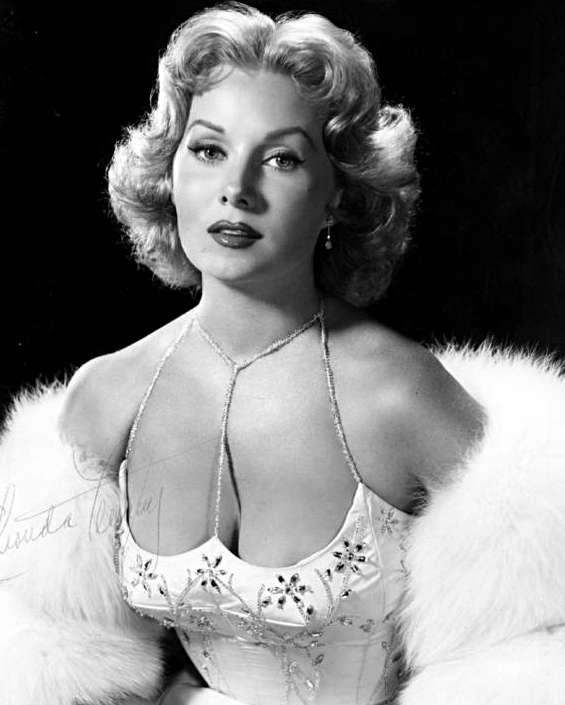
Rhonda Fleming

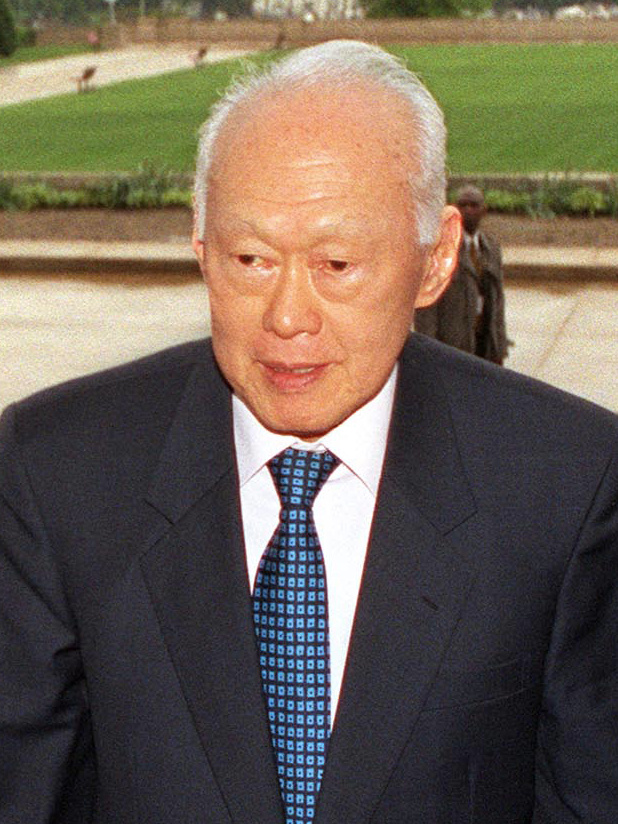
Lý Quang Diệu

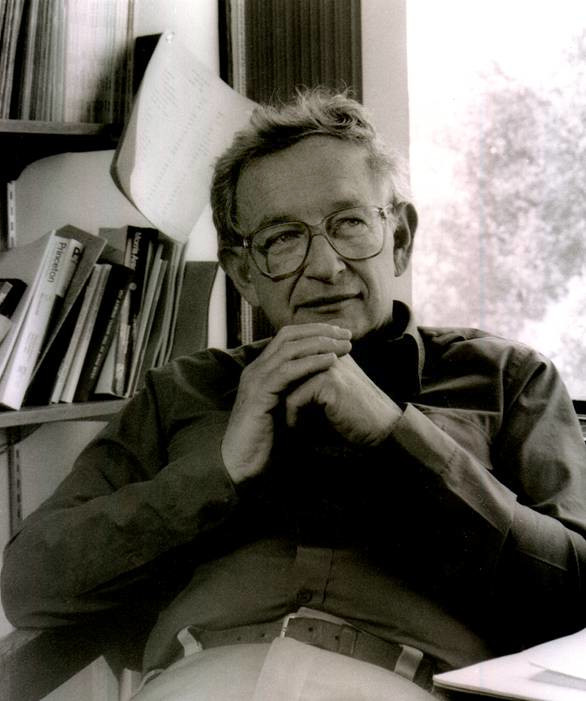
Philip W. Anderson

### Tháng 1
- 3 tháng 1: Stêphanô Dương Tường Thái, là một giám mục người Trung Quốc của Giáo hội Công giáo Rôma. Ông hiện đảm nhận vị trí Giám mục chính tòa Giáo phận Vĩnh Niên (m. 2021)
- 15 tháng 1: Lý Đăng Huy, Tổng thống thứ 13 của Trung Hoa Dân Quốc (m. 2020)

### Tháng 2
- 12 tháng 2: Franco Zeffirelli, đạo diễn và nhà sản xuất nhạc kịch, phim và truyền hình người Ý (m. 2019)

### Tháng 3
- 1 tháng 3: Đồng Sĩ Nguyên, tướng lĩnh và chính trị gia người Việt Nam (m. 2019)
- 19 tháng 3: Oskar Fischer, chính trị gia người Đức (m. 2020)
- 20 tháng 3: Phan Kế An, họa sĩ Việt Nam đầu tiên được ký họa chân dung Hồ Chí Minh (m. 2018)

### Tháng 4
- 5 tháng 4: Nguyễn Văn Thiệu, tổng thống Việt Nam Cộng hòa từ 1967–1975. (m. 2001)

### Tháng 5
- 10 tháng 5: Heydar Aliyev, Tổng thống thứ 3 của Azerbaijan (m. 2003)
- 27 tháng 5: Henry Kissinger, Ngoại trưởng thứ 56 của Hoa Kỳ, nhận giải Nobel hòa bình năm 1973 (m. 2023)

### Tháng 7
- 22 tháng 7: Bob Dole, chính khách Mỹ (m. 2021)

### Tháng 8
- 2 tháng 8: Shimon Peres, Tổng thống thứ 9 của Israel, Thủ tướng thứ 8 của Israel, nhận giải Nobel hòa bình năm 1994 (m. 2016)
- 10 tháng 8: Rhonda Fleming, nữ diễn viên người Mỹ (m. 2020)

### Tháng 9
- 16 tháng 9: Lý Quang Diệu, Thủ tướng đầu tiên của Singapore (m. 2015)

### Tháng 10
- 1 tháng 10: Bùi Diễm, cựu Đại sứ Việt Nam Cộng hòa ở Hoa Kỳ từ 1967 đến 1972 (m. 2021)
- 25 tháng 10: Achille Silvestrini, hồng y của Giáo hội Công giáo Rôma, người Ý (m. 2019
- 29 tháng 10: Đại tướng Đoàn Khuê Bộ trưởng Quốc phòng Việt Nam  (m. 1999)
- 30 tháng 10: Anne Beaumanoir, là một nhà thần kinh học người Pháp (m. 2022)

### Tháng 12
- 2 tháng 12: Maria Callas, ca sĩ opera vĩ đại người Mỹ gốc Hy Lạp (m. 1977)
- 13 tháng 12: Philip Warren Anderson, nhà vật lý Nobel người Mỹ (m. 2020)

### Không rõ ngày, tháng
- Y Bham Enuol, người sáng lập và lãnh đạo tổ chức FULRO (m. 1975).

## Mất
- 31 tháng 1 – Carlos Montezuma, bác sĩ, nhà hoạt động, người thành lập Hiệp hội người da đỏ châu Mỹ (s. 1818)
- 10 tháng 2 – Wilhelm Röntgen, nhà vật lý người Đức (s. 1845)
- 4 tháng 4 – John Venn, nhà toán học người Anh (s. 1834)
- Cao Xuân Dục (s. 1843)

## Giải Nobel
- Vật lý - Robert Andrews Millikan
- Hóa học - Fritz Pregl
- Sinh lý học hoặc Y học - Frederick Grant Banting, John James Richard Macleod
- Văn học - William Butler Yeats
- Hòa bình - Không có giải